# Las tortilleras
Las tortilleras es una litografía coloreada a mano, realizada por Joseph Lemercier a partir de un dibujo del arquitecto y dibujante costumbrista alemán Carl Nebel. Forma parte de un libro de relatos de viajes, con cincuenta láminas litografiadas, titulado Viaje pintoresco y arqueológico sobre la parte más interesante de la República Mexicana en los años transcurridos desde 1829 hasta 1834. En la edición original francesa la lámina tiene como título Las tortilleras, si bien la página de descripción se encuentra bajo el epígrafe «Tortilleras».

## Publicación
El libro, que carece de paginado, incluye comentarios a cada una de las láminas. Las tortilleras fue impresa en la posición trigésima primera y el texto descriptivo era:

Nous voyons ici des femmes, dont l'une Indienne, l'autre Créole, occupés a faire la cuisine; la femme Créole écrease una pierre des grains de maïs; il en résulte une pâte, dont l'autre forme una espèce de crépe ou omelette, qu'elle jette sur una poèle en terre cuite pour la faire griller. Ce mets, qui n'a ni sel, si beurre, sert de pain au peuple dans toute la république. On voit un pot-au-feu où l'on fait cuire un mauvais morceau de viande séchéem au soleil. Ajoutez à céla quelques pimens verts, qu'on appelle Chili, et une boisson nommée Pulqué, prise du juns de l'aloés, et vous avez le repas habituel du bas peuple. Les costumes que nous remarquons ici sont ceux des habitans, au sud de Puebla, en descendant dans la terre chaude.
Aquí vemos a mujeres, una india y otra criolla, que están ocupadas cocinando; la mujer criolla muele granos de maíz en una piedra; el resultado es una pasta, con la que la otra forma de una especie de panqueque o tortilla, que pone sobre la estufa de arcilla para asarlas. Este plato, que no tiene sal, ni mantequilla, sirve como pan al pueblo en toda la república. Vemos una olla al fuego donde cocinan un mal pedazo de carne secada al sol. Añaden algunos pimientos verdes, llamados chiles y una bebida llamada pulque, obtenido del jugo del aloe, y con eso tiene la comida habitual de la gente común. Los trajes que vemos aquí son los de los habitantes, al sur de Puebla, al descender en tierra caliente.
Nebel (1836)

## Ediciones
Después del viaje de Carl Nebel entre los años 1829 y 1834 realizó una primera edición del libro Voyage pittoresque et archéologique dans la partie la plus intéressante du Mexique en 1836, posteriormente traducida al español y publicada en 1940 con el título Viaje pintoresco y arqueológico sobre la parte más interesante de la República Mexicana en los años transcurridos desde 1829 hasta 1834. Tanto la original como la traducción contenían cincuenta láminas de dibujos del propio Nebel convertidas en litografías en color. El libro comenzaba con dos páginas de observaciones de Alejandro de Humboldt.